# Dolník Erzsébet
Dolník Erzsébet, született Czirók Erzsébet (Pozsonyligetfalu, 1940. május 13. – 2021. április 12.) szlovákiai magyar pedagógus, parlamenti képviselő, politikus.

## Élete
Szülei Czirók Miklós asztalos és Bányász Erzsébet voltak.
1957-ben érettségizett a Komáromi Magyar Középiskolában, majd 1957–1959 között a pozsonyi Felsőbb Pedagógiai Iskolán matematika–fizika szakon tanult. Bekapcsolódott a Jogvédő Bizottság munkájába is, mely a magyar iskolák, a magyar nyelvű oktatás megmentését szolgálta.
Egészen 1990-ig a lévai Pedagógiai Szakközépiskola pedagógusa volt, majd 1992-ig a Lévai járás tanfelügyeleti hivatalának vezetője.
Ezt követően lett az Együttélés Politikai Mozgalom főtitkára, oktatáspolitikai alelnöke, mely funkciót 1998-ig, a magyar pártok egyesítéséig töltötte be. 1998–2006 között a Magyar Koalíció Pártja képviselője volt a szlovák parlamentben. A 2002–2006-os időszakban Duka-Zólyomi Árpád helyébe lépett mint helyettesítő tag. A szlovák parlament oktatási és kulturális bizottságában is részt vett. A Nyitrai Kerület képviselőtestületébe is bekerült.
2011-ben többekkel nyíltan vállalta, hogy felvette a magyar állampolgárságot, emiatt megfosztották szlovák állampolgárságától. Az alkotmánnyal össze nem egyeztethető törvény miatt az állami szervek zaklatták.

## Elismerései
- 1989 Berzsenyi-díj
- 1990 Gróf Széchenyi István Emlékérem
- 2011 Pro Probitate – Helytállásért díj[4]
- Magyar Arany Érdemkereszt